# Villa Ingenohl

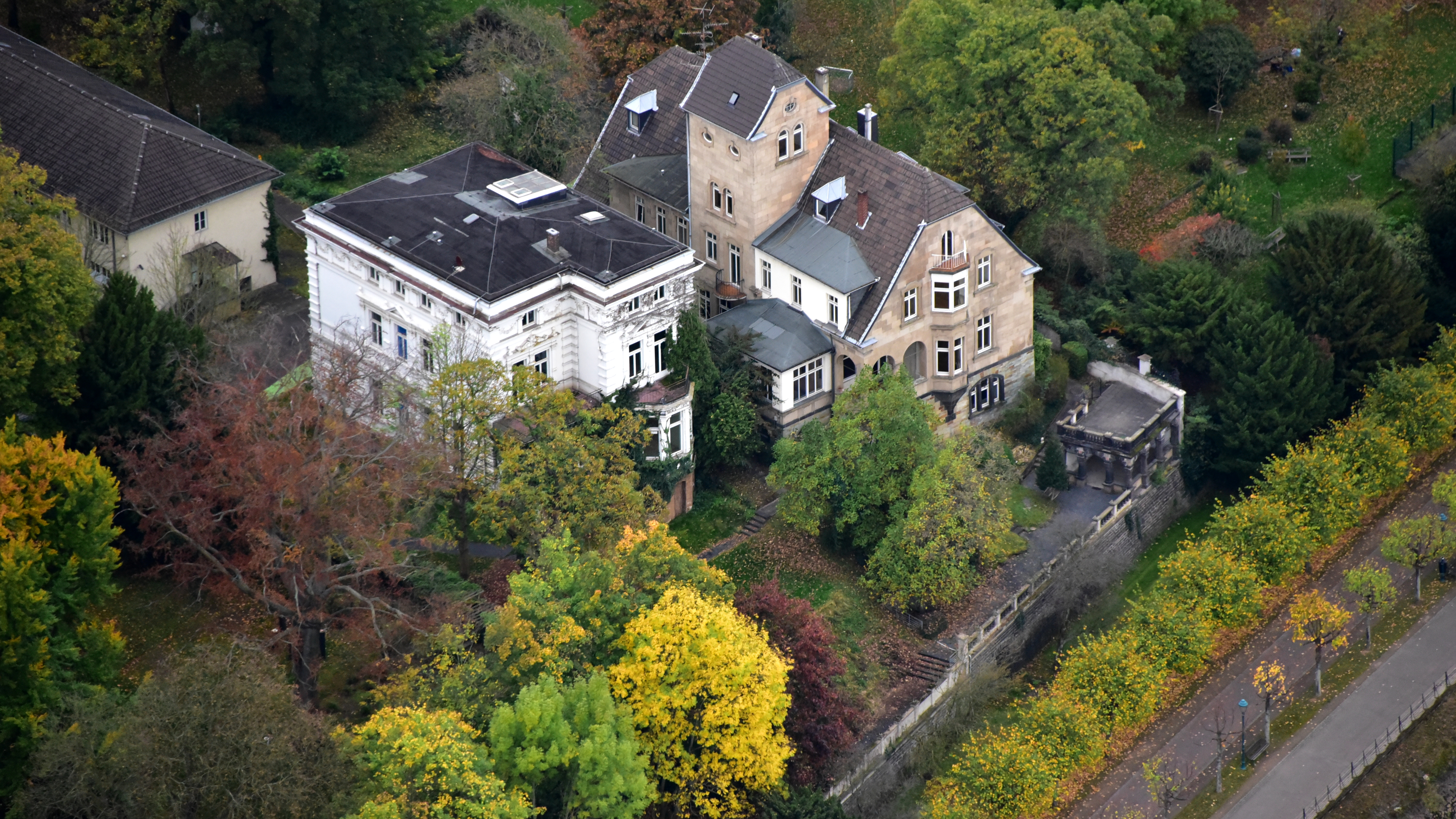
Bonn, Villa Ingenohl und Villa Heckmann, Luftaufnahme (2017)

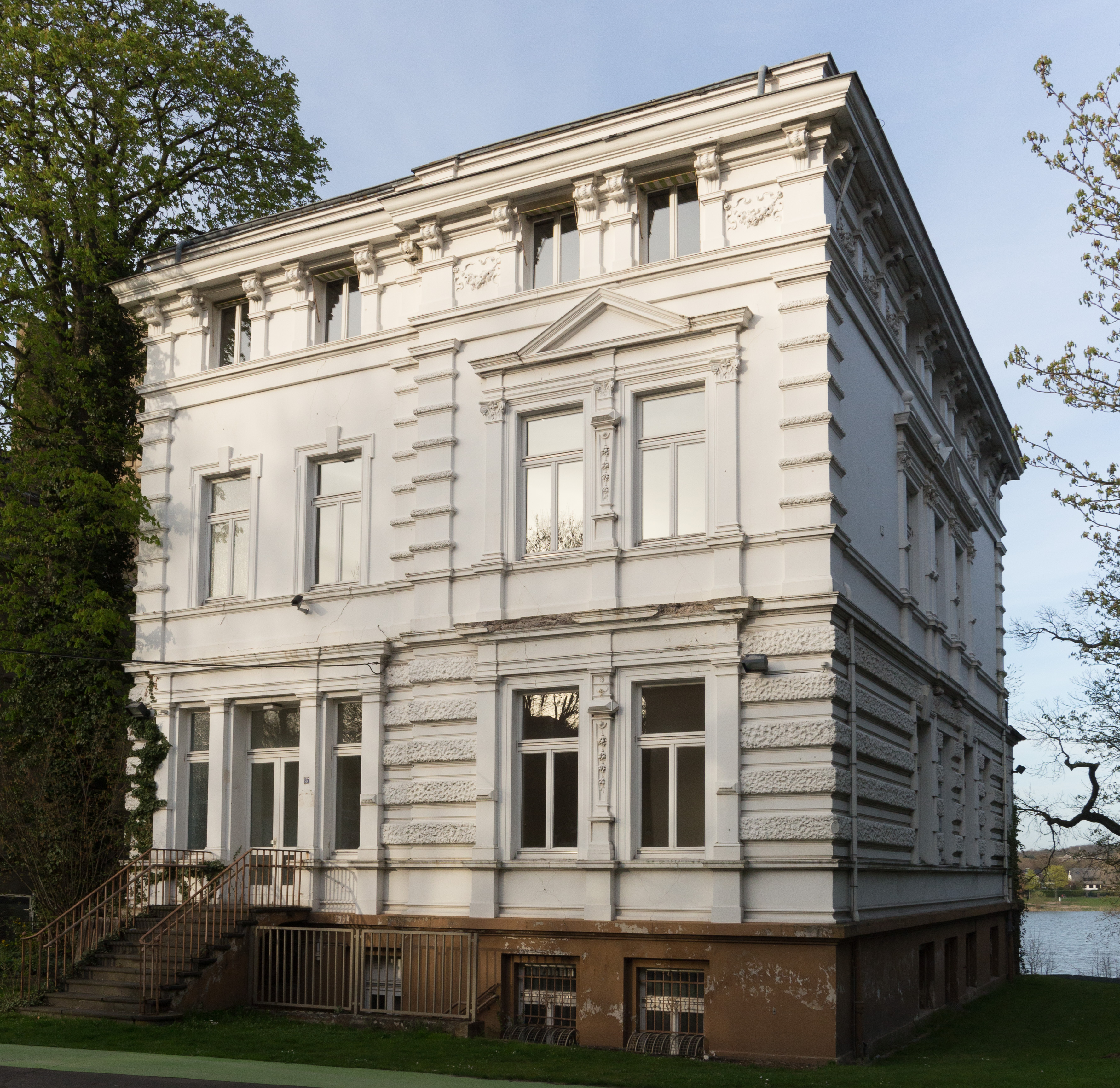
Villa Ingenohl, Ansicht von der Raiffeisenstraße (2013)

Die Villa Ingenohl ist eine Villa im Bonner Ortsteil Gronau, die 1895/96 errichtet wurde. Sie befindet sich oberhalb des Rheinufers (Wilhelm-Spiritus-Ufer) mit der Adresse Raiffeisenstraße 5 in direkter Nachbarschaft zur Villa Heckmann. Die Villa steht als Baudenkmal unter Denkmalschutz.

## Geschichte
Die Villa entstand für den Bauherrn Carl Ingenohl nach einem Entwurf des Bonner Architekten und Regierungsbaumeisters Anton Zengeler (1847–1913) im südöstlichen Teil des neuparzellierten Grundstücks der Villa Krantz (errichtet 1850; um 1970 abgebrochen). Auf den Bauantrag vom April 1895 hin wurde im Mai die Baugenehmigung erteilt, die Schlussabnahme erfolgte im Februar 1897. Erschlossen wurde die Villa über eine neu errichtete Privatstraße (heute Raiffeisenstraße). Stilistisch lässt sie sich der picturesquen italienischen Renaissance zurechnen.
1919 war das Anwesen in den Besitz der Frau Ingenohl übergegangen. In diesem Jahr ließ sie nach Plänen des Bonner Architekten und Regierungsbaumeisters Julius Rolffs im Erdgeschoss einen Innenumbau durchführen. Um es dem seinerzeit üblichen Wohnstandard anzupassen, wurde die Eingangshalle dabei zugunsten eines Vorflurs (Abtrennung durch Rabitzwand), einer Garderobe, einer Toilette und eines WCs verkleinert. Für einen neuen Eigentümer, das Corps Saxonia, erfolgten 1927 weitere Umbauten. In der Zeit des Nationalsozialismus diente die Villa zeitweise als ein Quartier des Führerkorps der SS. Später beherbergte sie das Hauptzollamt.
Nachdem Bonn 1949 Regierungssitz der Bundesrepublik Deutschland geworden war, richtete sich in der Villa bis zum Sommer 1950 die Dienststelle des Bundeskanzleramts für Auswärtige Angelegenheiten ein. Diese war Vorläufer des 1951 gegründeten Auswärtigen Amtes, dessen erster Sitz die Villa folglich wurde. Im Zuge eines Vergleichs im Rahmen einer Restitutionsklage gelangte sie in den Besitz des Bundes. Das Gebäude umfasste 22 Bürozimmer, beheimatet war hier auch die Verbindungsstelle des Ministeriums zur Alliierten Hohen Kommission. 1954/55 verlegte das Auswärtige Amt seinen Sitz in ein neuerrichtetes Bürogebäude. Die Liegenschaft wurde von dem Ministerium vor der Verlegung des Regierungssitzes nach Berlin (1999) zuletzt als Kindertagesstätte genutzt.
Von den Veränderungen des Ursprungszustands der Villa war besonders die Loggia im Erdgeschoss betroffen, die zu einem Innenraum geschlossen wurde. Auch die ursprüngliche Gartenfläche hat sich nicht erhalten. Seit dem Verkauf durch die Bundesanstalt für Immobilienaufgaben gehört die Villa der Carl Richard Montag Förderstiftung und wurde ab 2008 bei überwiegendem Leerstand zeitweilig für Veranstaltungen und Kunstausstellungen der Montag Stiftung Kunst und Gesellschaft genutzt (Stand: 2009). 2017 stellte die Montag Förderstiftung einen Abrissantrag für die Villa, um eine Freifläche zur Nutzung als Außenbereich für die benachbarte Villa Heckmann zu schaffen; der Antrag wurde zunächst von der Stadt abgelehnt. Ab 2021 begann ein neues Kapitel: Die Villa Ingenohl wurde integraler Bestandteil des Montag Campus und der dortigen Stiftungsarbeit. Damit ist sie nach über 125 Jahren erneut ein Ort der Bildung, des Engagements und der Zukunftsgestaltung.